# Fruthwilen
Fruthwilen è una frazione del comune svizzero di Salenstein, nel Canton Turgovia (distretto di Kreuzlingen).

## Storia

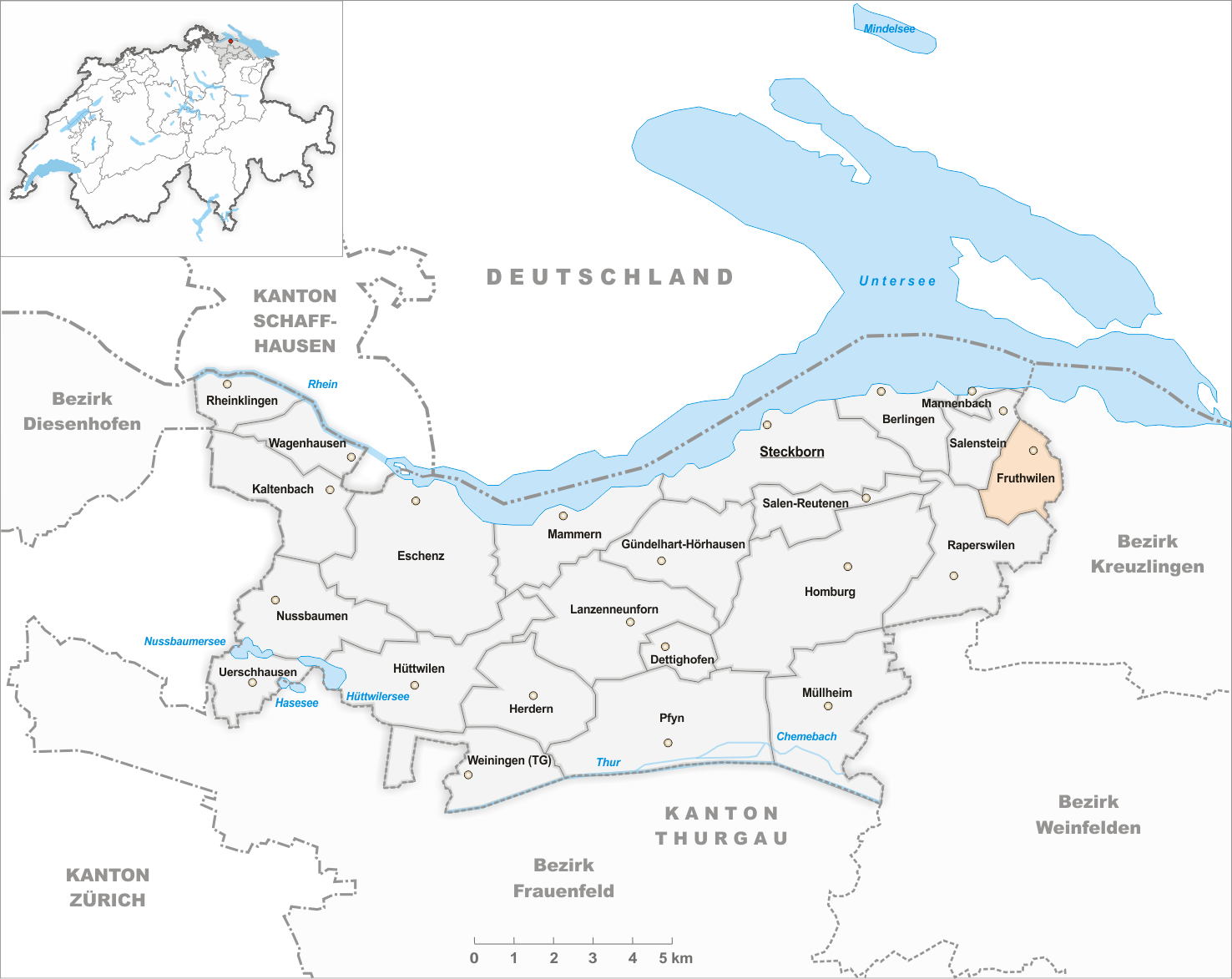
Il territorio del comune di Fruthwilen prima degli accorpamenti comunali del 1979

Già comune autonomo (Ortsgemeinde) che comprendeva anche le frazioni di Eggishof e Hub, nel 1979 è stato aggregato al comune di Salenstein assieme all'altro comune soppresso di Mannenbach.

## Società

### Evoluzione demografica
L'evoluzione demografica è riportata nella seguente tabella:
Abitanti censiti

## Amministrazione
Ogni famiglia originaria del luogo fa parte del cosiddetto comune patriziale e ha la responsabilità della manutenzione di ogni bene ricadente all'interno dei confini della frazione.